# Fuyu, Anhui
Fuyu (kinesiska: 孚玉) är en köping i östra Kina. Den ligger i Susong härad i Anqing i provinsen Anhui, omkring 220 kilometer sydväst om provinshuvudstaden Hefei. 